# Lathyrus tingitanus
Lathyrus tingitanus  — вид рослин родини бобові (Fabaceae).

## Морфологія
Однорічна, іноді дещо деревна біля основи, витка рослина. Стебла до 180 см, розгалужені, принаймні при основі. Листя з парою листочків і з гіллястим вусиком; листові фрагменти 40–80 × 15–23 мм. Квіти 20–35 мм. Віночок пурпуровий, стає синьо-фіолетовим при сушці. Плоди 70–100 × 8–11 мм, вузько довгасті, голі, з 6–10 насінням. Насіння 3–6 мм, гладке, з різьбленням.

## Поширення, біологія
Поширення: Північна Африка: Алжир; [пн.] Марокко. Південна Європа: Італія — Сардинія; Португалія [Мадейра]; Іспанія [пд. & сх. Канарські острови]. Натуралізований, а також культивується в кількох інших країнах.
Населяє відкриті чагарники і ліси, лучні схили, узбіччя доріг, береги річок та боліт, вологі зони на кислих ґрунтах (граніт, пісок, кварцит і сланці) або основних (гіпс, мергель); 250—850 м. Цвітіння і плодоношення з травня по липень.

## Галерея

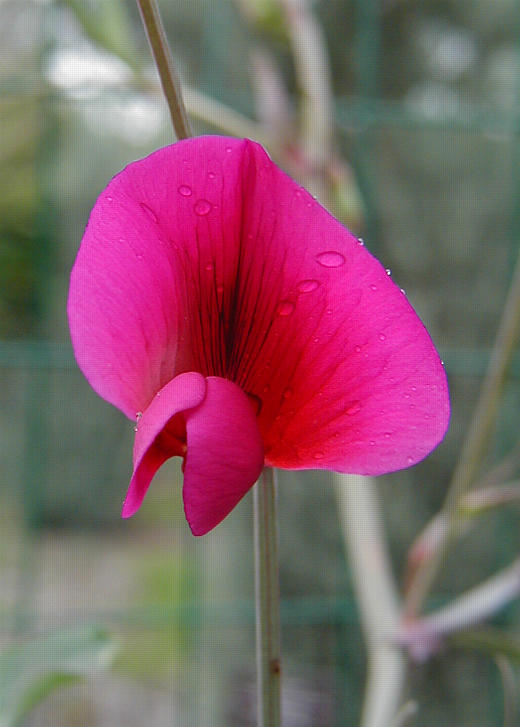
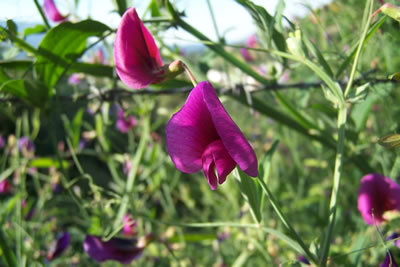
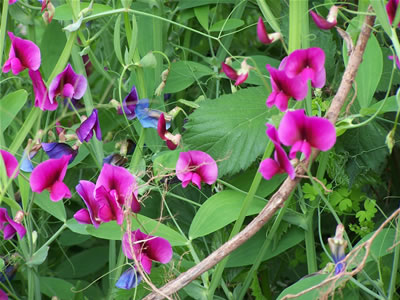